# 픽토소프트
픽토소프트(PICTOSOFT)는 대한민국의 휴대폰 게임 전문 기업이다. 대한민국의 이동통신 3사에 총 40여종의 다양한 장르별 게임을 서비스했다.

## 제품
- RPG: 소울스톤, 파이팅히어로, 미스틱블러드, 데몬헌터, 만귀토벌전
- 전략: 프렌즈파이터즈, 이스케이프, 카오스영웅전, 데빌워, 포레스트 디펜스, 에픽워리어, 시티오브크라임
- 스포츠: 스타일리시 베이스볼, 레이싱히어로즈, 카트레이싱피버, 피싱메이트
- 아케이드: 스타일리시 스프린트, 리듬스테이션2, 리듬스테이션, 상근이미니게임
- 퍼즐/보드: 8층의 비밀, 애니마블, 혈액형맞고
- 경영/연애: 마이 무비스타, 마이시티, 간호사타이쿤 시리즈, 알바타이쿤 시리즈, 언제나러브러브, 신비한농장, 과일농장타이쿤
- 슈팅/액션: 정무문 시리즈, 에너미스팟 시리즈, 메달오브거너, 쉐도우진, 베놈블라스트, 레이어, 슈팅데몬, 캐리비안좀비